# Estádio Nacional de Brasília
Estádio Nacional de Brasília, tidigare känt som Estádio Mané Garrincha, är en fotbollsarena i Brasília, Brasilien med en totalkapacitet på ungefär 73 000 åskådare. Arenan invigdes den 10 mars, 1974, och under 2010 till 2013 genomgick arenan en renovering inför Fifa Confederations Cup 2013 och världsmästerskapet i fotboll 2014.
Mané Garrincha-stadion är den näst största fotbollsarenan i Brasilien efter Maracanã i Rio de Janeiro. Trots namnet spelar inte landslaget sina matcher där, men arenan kan ändå ibland räknas som en nationalarena på grund av sin storlek och läge i landets huvudstad. Arenan bär sitt namn efter fotbollslegenden Garrincha, som vann VM i fotboll 1958 och 1962 tillsammans med landslaget.

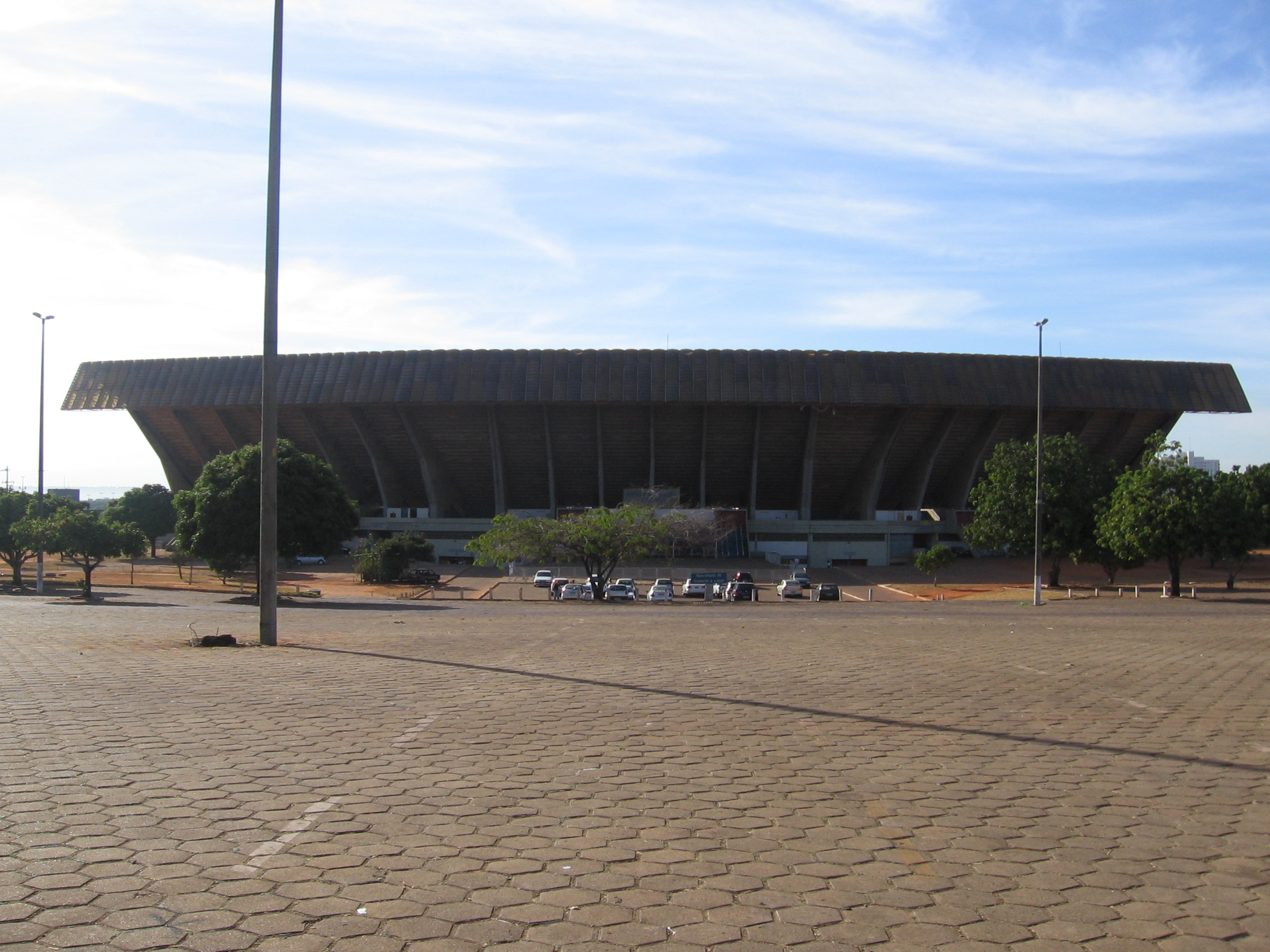
Estádio Mané Garrincha före renovering